# François Honorat de Beauvilliers

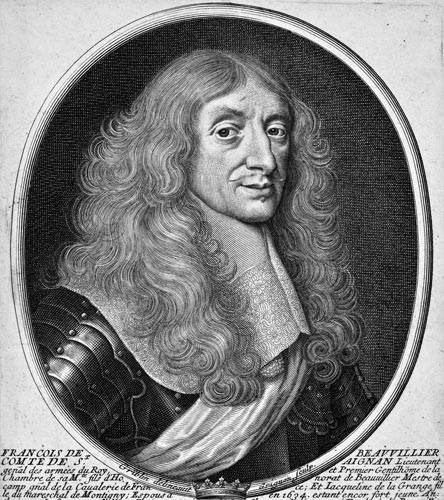
François Honorat de Beauvilliers, Comte de Saint-Aignan, Kupferstich von Pierre Daret, ca. 1652/60

François Honorat de Beauvilliers (getauft 30. Oktober 1610 in Saint-Aignan; † 16. Juni 1687 in Paris) aus dem Haus Beauvilliers war ein französischer Adliger, Militär und Diplomat und Administrator, zudem Mitglied der Académie française.
Er war 7. Comte und später 1. Duc de Saint-Aignan, Pair de France, Baron de la Ferté-Hubert, de Chémery, de la Salle-lès-Clery et du Fau, Seigneur du Lussay/Lucé en Beauce, de la Châtellenie de Fresne, et du fief de la Vernette, Vicomte de Valognes, Seigneur des Aix-Damgillon, de Séry, de Humbligny, da la Grange-Montigny, du Haut et Bas-Foullé, de Chanterennes et de Navres/Neufores.

## Leben
François de Beauvilliers war der zweite und erste überlebende Sohn von Honorat de Beauvilliers (1579–1622), Comte de Saint-Aignan, und Jacqueline de La Grange d’Arquian († 1632), die wiederum eine Tochter von François de La Grange d’Arquian, Marschall von Frankreich, war. Den Vornamen François verdankt er der besonderen Hingabe seiner Eltern an Franz von Assisi und dem Kapuzinerorden, deren Habit sie ihn tragen ließen, bis er sieben Jahre alt war. Durch den Tod seines Vaters 1622 wurde er das Oberhaupt der Familie und insbesondere Comte de Saint-Aignan.
Der König gewährte ihm am 6. Mai 1633 den Erlass der Abgaben, die er aufgrund der Schenkung eines Grundstücks, das zu Dammartin gehörte, durch seine Tante Anne de Beauvilliers, Dame de Fresne († 1636), schulden konnte.

### Militärlaufbahn (1634–1644)
Er schlug die Militärlaufbahn ein und diente 1634 und 1635 im Rahmen des Dreißigjährigen Kriegs in Deutschland als Hauptmann einer Kompanie Chevaulegers unter dem Kardinal de la Valette; er kämpfte im Gefecht von Steinbrück und in der Schlacht von Wallerfangen (29. September 1635), nahm an der Belagerung von Bingen, der Aufhebung der Belagerung von Mainz und der Einnahme der beiden Rheinbrücken teil.
Während des Französisch-Spanischen Kriegs (1635–1659) nahm er 1636 in der Freigrafschaft Burgund an der Belagerung von Dole (Mai–August) und der Wiedereinnahme von Corbie (November) teil, 1637 an der Rückeroberung von Landrecies und anderen Orten in Flandern. Im Juli 1637 begleitete er Jean, Seigneur de Rambures, auf einem Feldzug in den Hennegau.
Als die Kompanien in Regimenter umgewandelt wurden, erhielt er am 24. Januar 1638 eines davon. 1639 diente er als Mestre de camp de Cavalerie unter Marschall Châtillon. Das Regiment nahm 1638 an der Belagerung von Saint-Omer teil und 1639 an der Belagerung von Thionville und der Schlacht, die bei diesem Ort stattfand. Aufgrund dieser Niederlage ließ Kardinal Richelieu ihn und die Marquis de Grancey, Praslin und Bréauté in die Bastille stecken, die sie am 28. Januar 1640 wieder verlassen konnten.
1641 trat er in den Dienst von Gaston de Bourbon, Duc d’Orléans und nahm er an den Belagerungen von Aire, La Bassée und Bapaume teil, 1642 wurde er mit der Verteidigung eines Teils der Landesgrenze betraut. Nachdem sein Regiment Ende 1643 aufgelöst worden war, wurde er am 2. März 1644 zum Capitaine des Gardes du Duc d’Orléans ernannt, am 17. desselben Monats zum Conseiller d’État und am 11. Mai 1644 zum Maréchal de camp. Als er 1644 bei der Belagerung von Gravelines (Mai–Juli) die Errichtung eines Schützengrabens leitete, wurde er am 7. Juli durch eine Muskete am Knie und einen Bombensplitter am Arm schwer verwundet.

### Fronde (1648–1653)
Während der Fronde stellte er sich auf die Seite der Krone und scharte auf Befehl vom 27. Januar 1649 400 Adlige um sich, die er nach Saint-Germain-en-Laye führte, wohin sich der Hof zurückgezogen hatte. Im gleichen Jahr verließ er den Dienst des Herzogs von Orléans, als dieser unentschlossen die Parteien wechselte. Ende des gleichen Jahres kaufte er von Roger du Plessis, Duc de Liancourt, das Amt des Premier Gentilhomme de la Chambre du Roi für 500.000 Livres, von denen er 140.000 selbst aufbrachte, der König 60.000 beisteuerte und dazu ein Patent über die Stundung der restlichen 300.000 Livres: der Duc de Liancourt war ein enger Freund Ludwigs XIII. († 1643) gewesen und nach dem Ende der Fronde bei Ludwig XIV. (bzw. dessen Mutter, der Regentin Anna von Österreich) in Ungnade gefallen, was die Zahlungsmodalitäten erklärt. Der Comte de Saint-Aignan wurde durch Provisionen vom 2. Dezember 1649 zu Liancourts Nachfolger ernannt und leistete im gleichen Monat den Eid gegenüber der Regentin.
Mit einer Vollmacht vom 1. Februar 1650 wurde er zum Commandeur en chef im Berry ernannt, solange der Gouverneur der Provinz, der Prince de Condé in Haft war (Januar 1650–Februar 1651); am 7. Februar befahl er, bis zu 500 Adlige zu versammeln, um die Grosse Tour in Bourges unter die Herrschaft des Königs zu bringen, was am 17. Februar gelang und er noch am selben Tag in die Stadt einmarschierte. Im Juni unterwarf er die Burg von Baugy und vereitelte im Juli die Pläne des Gegners, Dun-le-Roi zu erobern, von wo er sie zum Rückzug zwang. Am 12. September 1650 wurde er zum Lieutenant-général des Armées du Roi ernannt und mit einer Armee in Guyenne eingesetzt, um die Rebellion des Duc de Bouillon und des Prince de Marcillac zu unterdrücken. Bei der Belagerung von Château-Porcien im Jahr 1653 wurde er durch einen Musketenschuss an die Schulter verwundet.

### Am königlichen Hof
Am 5. November 1645 nahm er als Hauptmann der Garde des Herzogs von Orléans an der Hochzeit per procurationem des Königs von Polen und Luisa Maria Gonzagas teil.
Am 21. Februar 1657 trat er zugunsten seines Sohnes François vom Amt des Premier Gentilhomme de la Chambre du Roi zurück. Im selben Jahr nahmen er und sein gleichnamiger Sohn, der Comte de Séry, an den Belagerungen von Sainte-Menehould und Montmédy (Juni–August) teil.
Nach dem Pyrenäenfrieden von 7. November 1659, der den Französischen-Spanischen Krieg beendete, wurde Saint-Aignan 1660 im Rahmen der vereinbarten Verheiratung Ludwigs XIV. mit der Infantin Maria Teresa nach San Sebastian gesandt.
Nach dem Tod des Marquis César d'Aumont (20. April 1661), eines Bruders des Marschalls Aumont wurde er am 30. April 1661 und am 21. Mai 1661 zum Gouverneur et Lieutenant général de la Provincer de Touraine, der Stadt und des Schlosses von Tours bestellt, trat aber noch im selben Jahr zugunsten des Marquis de Dangeau wieder zurück. Nach dem Tod von Louis de Goth, dem Duc d'Epernon (19. Mai 1662) wurde er gegen Zahlung von 150.000 Livres durch Provisionen vom 12. August 1662 Gouverneur et Lieutenant général der Städte und Schlösser Loches und Beaulieu und abhängiger Gebiete. Am 31. Dezember desselben Jahres wurde er zum Ritter im Orden vom Heiligen Geist ernannt.
Im Dezember 1663 wurde die Grafschaft Saint-Aignan zusammen mit weiteren Gebieten zum Herzogtum und zur Pairie für ihn und seine männliche Nachkommen erhoben; der neue Herzog ließ sich am 15. Dezember im Parlament registrieren, wo er den Eid ablegte und am selben Tag aufgenommen wurde (die Registrierung für die Chambre des comptes erfolgte erst am 27. Juni 1670). Nach dem angeordneten Rücktritt des Duc de Navailles wurde er – gegen Zahlung von 300.000 Livres an den Vorgänger – am 1. August 1664 Gouverneur und Lieutenant général von Stadt und Zitadelle Le Havre-de-Grace und der zugehörigen Forts und Häfen (Harfleur, Montivilliers und Fécamp), zudem Bürgermeister (die beiden Ämter wurden traditionell in Personalunion vergeben).
1669 wurde er zum außerordentlichen Gesandten des Königs ernannt, um dem König von England zum Tod seiner Mutter Henrietta Maria von Frankreich (10. September 1669), eine Tante Ludwigs XIV., zu kondolieren.

### In Kunst und Wissenschaft
Beauvilliers unterhielt eine umfangreiche Korrespondenz mit Autoren seiner Zeit, darunter Vincent Voiture und Isaac de Benserade, den er für die höfischen Feste engagierte, deren Gestaltung er nach dem Tod des Kardinals Mazarin 1661 übertragen bekommen hatte. Er verfasste selbst Gedichte, von denen er aber keines veröffentlichte und nur wenige später in Anthologien erschienen sind. 1663 wurde er Mitglied der Académie française (Fauteuil 17), darüber hinaus war er Mitglied der Accademia galileiana di scienze, lettere ed arti in Padua und der Académie de physique de Caen (die nur von 1662 bis 1672 existierte). 1669 trug er zu Gründung der Académie royale d’Arles teil, deren erster Schirmherr er wurde.
1663 traf ihn aber auch die größte Tragödie seines Lebens, als sein Sohn Pierre, der Chevalier de Saint-Aignan, wegen seiner Teilnahme am Duell zwischen dem Marquis de La Frette und dem Prince de Chalais – wie alle überlebenden Teilnehmer – ins Ausland fliehen musste. Bei Pierre kam erschwerend hinzu, dass er vom König ausgesandt worden war, um das Duell zu verhindern, aber seinen Auftrag nicht erfüllt, sondern die Seiten gewechselt und selbst am Duell teilgenommen hatte. Saint-Aignan sagte sich von Pierre los, weil „die Schuld seines Sohnes von der Natur war, um niemals Vergebung zu erlangen: wenn er wüsste, wo er war, würde er der erste sein, ihn zu verraten, um ihm den Prozess zu machen“. Diese Haltung rettete ihm seine gesellschaftliche Stellung, kostete ihn aber seinen Sohn, der im Jahr darauf im 4. Österreichischen Türkenkrieg fiel.
Nachdem sein ältester Sohn François am 1. Oktober 1666 gestorben war, gelang es ihm 1671 – als letzten Höhepunkt seines Lebens – seinen dritten Sohn und jetzigen Erben Paul mit einer Tochter des Finanzministers Colbert zu verheiraten. Am 17. Februar 1679 trat er zugunsten Pauls von seiner Duché-Pairie zurück und erhielt am 19. Februar 1679 die Erlaubnis des Königs, den Titel weiter zu führen und die Honneurs du Louvre zu behalten. Er starb am 16. Juni 1687 in Paris. Sein Leichnam wurde am 7. August nach Saint-Aignan gebracht und in der dortigen Kapuzinerkirche bestattet.

## Ehe und Familie
François Honorat de Beauvilliers heiratete mit Ehevertrag vom 1. Januar 1633 Antoinette Servien (*wohl 1616; † 19. Januar 1679), Tochter des Trésorier de France Nicolas Servien, Seigneur de Montigny, einem Vetter von Abel Servien, und Marie Groulart. Ihre Kinder sind:
- François (* 4. Oktober 1637; † 1. Oktober 1666), Comte de Séry, 21. Februar 1657 Premier Gentilhomme de la Chambre du Roi (Vereidigung am Tag darauf), 26. Mai 1665 Colonel du Régiment d’Auvergne
- Pierre (* 14. August 1641; X 25. Juli 1664 in der Schlacht bei Mogersdorf beim Übersetzen über die Raab) genannt Chevalier de Saint-Aignan, 1659 Kommendatarabt von Ferrières, Teilnehmer am Duell La Frette–Chalais
- 2 Kinder († jung)
- Paul (getauft 24. Oktober 1648; † 31. August 1714), Comte de Saint-Aignan, 1679 Duc de Saint-Aignan unter dem Namen Duc de Beauvilliers, Pair de France, 26. April 1701 Grande von Spanien 1. Klasse, Comte de Montrésor, Chaumont etc., Juli 1691 Ministre d’État; ⚭ (Ehevertrag 20. Januar 1671) 21. Januar 1671 Henriette Louise Colbert († 19. September 1733, 76 Jahre und 9 Monate alt), Tochter von Jean-Baptiste Colbert und Marie Charron de Ménars
- Anne (getauft 28. April 1634; † 1668), 27. August 1653 zur Äbtissin von Beauvoir ernannt, Amtsübernahme durch einen Vertreter am 6. März 1655, 7. Juni 1662[5] zur Äbtissin von Notre-Dame de Romorantin ernannt
- Gabrielle (getauft 28. April 1635; † jung)[6]
- Elisabeth (getauft 20. August 1636; † 1704), 1653 Koadjutrix der Abtei La Joie, 14. Mai 1668 Äbtissin von Romorantin
- Gabrielle (* 1. Februar 1643; † 24. Mai 1694), 30. Oktober 1664 Äbtissin von Beauvoir nach dem Rücktritt ihrer Schwester, Rücktritt 1676
- Anne Catherine († 1700), April 1684 Äbtissin von Nidoiseau[7]
- Anne (Nottaufe 1. Januar 1652; † 15. Februar 1734), 1669 Koadjutrix und später Äbtissin von La Joie-lès-Nemours, Rücktritt 1688
- Marie Antoinette († 13. Oktober 1729, 76 Jahre alt); ⚭ (Ehevertrag 10. Januar 1678) 11. Januar 1678 Louis Sanguin, Marquis de Livry, Premier Maître d’Hôtel du Roi, Ritter im Orden vom Heiligen Geist († 6. November 1723)

Mit Ehevertrag vom 7. Juni 1680 und persönlich am 9. (heimlich in Saint-Aignan) und 26. Juli 1680 (öffentlich in Paris) heiratete er in zweiter Ehe Françoise Geré de Rancé, genannt Mademoiselle de Lucé, ca. 38 Jahre alt (* wohl 1642; † 3. April 1728), Tochter von Jacques de Geré und Claude de Nevers. Ihre Kinder sind:
- Marie Françoise (* 6. April 1681; † 18. November 1748); ⚭ (1) 10. Januar 1703 Jean François de Marillac, genannt le Marquis de Marillac, Colonel des Régiment de Languedoc (X 13. August 1704 in der Zweiten Schlacht bei Höchstädt, Sohn von René de Marcillac, Seigneur d’Ollainville etc., und Marie Bochart de Sarron; ⚭ (2) 12. Mai 1710 Louis François de L’Aubespine, genannt le Marquis de l‘Aubespine, Sohn von Charles de l’Aubespine, Marquis de Châteauneuf, und Elisabeth Loisel
- François Honorat Antoine (* 6. Oktober 1682; † 19. August 1751), Mai 1701 Kommendatarabt von Saint-Germer-de-Fly, 1. April 1713 Bischof von Beauvais, Pair de France, trat am 18. Februar 1728 zurück und wurde Abt von Saint-Victor de Marseille
- Paul Hippolyte (* 25. November 1684; † 22. Januar 1776), Duc de Saint-Aignan, Pair de France, Ritter im Orden vom Heiligen Geist, Mitglied der Académie française, Lieutenant-général des Armées du Roi; ⚭ (1) (Ehevertrag 20. Januar 1706) 22. Januar 1707 Marie Geneviève de Montlezun de Besmaux († 15. Oktober 1734), Dame de Pommeuse et de Lumigny, einzige Tochter von Jean-Baptiste-François de Montlezun, Marquis de Besmaux, und Marguerite-Geneviève Colbert de Villacerf; ⚭ (2) (Ehevertrag 9. November 1757) Françoise-Hélène-Etiennette Turgot (* 20. September 1729), Tochter von Michel Étienne Turgot, Marquis de Sousmont, Conseiller d’État, und Madeleine Françoise Martineau